# الرابطة الأمريكية لطب الأسنان في الصحة العامة
الرابطة الأمريكية لطب الأسنان في الصحة العامة (AAPHD) التي تأسست في عام 1937 ، تركز على معالجة تحديات الصحة العامة لصحة الفم على مستوى السكان . عضويتها مفتوحة لكل من سعى إلى تحسين صحة الفم لدى عامة الناس.
تدعم تطوير و دعم البرامج الفعالة لتعزيز صحة الفم و الوقاية من الأمراض . يقع مقرها الرئيسي في سبرينغفيلد،إلينوي .

## المهمة
يتم تعريف طب الأسنان في الصحة العامة من قبل بأنه «تخصص طب الأسنان المعني بالوقاية من أمراض الأسنان و مكافحتها و تعزيز صحة الفم من خلال جهود المجتمع المنظمة».

## المنظمة
تأسست الرابطة الأمريكية العامة لطب الأسنان عام 1937 . نشرت الرابطة نشرة إخبارية و مجلة لأعضائها .
تقدم مجلة صحة الأسنان العامة دورات تعليمية مستمرة عبر الإنترنت لأطباء الأسنان في محو الأمية بصحة الفم و سياسة الصحة العامة للأسنان و أخلاقيات الأسنان المهنية.
منذ أكتوبر 2014 الدكتورة جولي فرانتسف-حويلة، كانت المديرة التنفيذية للجمعية الأمريكية لطب الأسنان، كانت مع جمعية طب الأسنان الأمريكية من قبل و قامت بتحرير المجلات في طب الأسنان القائم على الأدلة .
كل سنة تخطط لمؤتمر الصحة الفموية الوطني في الولايات المتحدة (NOHC) والذي سيعقد بعد ذلك في الفترة بين 16 إلى 18 إبريل 2018 في لويزفيل ،كنتاكي .
طلاب الرابطة العامة لطب الأسنان وجدوا في المدارس الرئيسية لطب الأسنان في الولايات المتحدة 
تشمل مجموعة طلاب طب الأسنان المماثلة (مع فصول في مدارس طب الأسنان ) .

- ألفا أوميغا ، وهي جمعية يهودية دولية لطب الأسنان تأسست في بالتيمور بولاية ماريلاند في عام 1907 من قبل مجموعة من طلاب طب الأسنان لمكافحة التمييز في مدارس طب الأسنان وهي تدعي الآن حوالي 5000 عضو في 105 فصول حول العالم .[14][15]
- الجمعية الأمريكية لأطباء الأسنان.
- الجمعية الأمريكية لطب الأسنان.
- المنظمة الآسيوية لطلاب طب الأسنان.
- جمعية طب الأسنان للطلاب من أصل إسباني.
- الجمعية الوطنية لطب الأسنان.
- الجمعية الطلابية لطب الأسنان.

## الروابط الخارجية
- Home page for the American Association of Public Health Dentistry (AAPHD)
- LinekdIn group page for the American Association of Public Health Dentistry (AAPHD)
- AAPHD Twitter site